# Rivellia nigroapicalis
Rivellia nigroapicalis är en tvåvingeart som beskrevs av Byun, Suh, Han och Kae Kyoung Kwon 2001. Rivellia nigroapicalis ingår i släktet Rivellia och familjen bredmunsflugor. Inga underarter finns listade i Catalogue of Life.